# Lionheart (groupe)
Pour les articles homonymes, voir Lionheart.
Lionheart est un groupe américain de beatdown hardcore, originaire d'Oakland, en Californie.

## Histoire
Formé en 2004 à Oakland, en Californie, Lionheart est composé du chanteur Rob Watson, des guitaristes Evan Krejci et Rob McCarthy, ainsi que du bassiste Chad Hall (membre de Wear the Crown - un groupe de heavy metal et punk hardcore formé en 2017) et du batteur Jay Scott après plusieurs changements de formation.
Le groupe sort son premier album The Will to Survive le 2 septembre 2007, via Stillborn Records et I Scream Records, qui est réédité avec des bonus deux ans plus tard. Après avoir signé un contrat avec Mediaskare Records, Lionheart sort son deuxième album studio, Built on Struggle, le 8 janvier 2011. Un an et demi plus tard, le 8 mai 2012, l'album suivant Undisputed est publié à nouveau sur Mediaskare. Un EP intitulé Welcome to the West Coast sort le 14 janvier 2014, via Fast Break Entertainment.
Entre juillet et septembre 2011, Lionheart fait une tournée avec I Declare War. Entre le 20 et le 31 janvier 2012, le groupe fait une tournée en Europe lors du Persistence Tour aux côtés de Biohazard et Suicidal Tendencies. En juillet de la même année, une tournée nord-américaine suit avec Thick as Blood. Le groupe aurait dû jouer en Europe à cette époque, mais la tournée a été annulée. Le groupe s'attire les critiques de certains fans après avoir confirmé avoir joué un concert avec Motionless in White à Hawaï. Le groupe déclare qu'il ne s'agissait que d'un seul concert. Au début de l'année 2015, le groupe fait une tournée européenne en participant au Taste of Anarchy Tour avec Nasty et le groupe allemand de Beatdown Coldburn,. Le groupe joue dans quelques festivals de taille moyenne durant l'été 2005, dont le Ieperfest, en Belgique, Traffic Jam Open Air et Summerblast Festival, tous deux situés en Allemagne,,. Les apparitions dans les festivals font partie d'une deuxième tournée européenne en 2015 où le groupe partage la scène avec des groupes comme Death by Stereo, H2O, Born from Pain, 7 Seconds et First Blood.
Début 2016, le groupe sort son quatrième album studio intitulé Love Don't Live Here via le label allemand Beatdown Hardwear Records. Le 26 mai 2016, le groupe annonce sa séparation. Cinq jours après cette annonce, Lionheart annonce les dates de leur Farewell Tour en Europe, qui comprend des apparitions dans des festivals comme With Full Force, Vainstream Rockfest et le Free and Easy Festival, tous situés en Allemagne. Malgré cela, Lionheart se produit pour la première fois en Serbie et en Grèce. Le 12 août 2016, il est annoncé que le Farewell Tour sera prolongé et que le groupe jouera son dernier concert en Allemagne le 5 novembre 2016 à Chemnitz.
Après environ un an de séparation, le groupe annonce sur Facebook sa reformation, entamant la même année une tournée avec Nasty.

## Discographie
- 2006 : This Means War (EP, I Scream Records)
- 2007 : The Will to Survive (album, Stillborn Records, I Scream Records)
- 2011 : Built on Struggle (album, Mediaskare Records)
- 2012 : Undisputed (album, Mediaskare Records)
- 2014 : Welcome to the West Coast (EP, Fast Break Entertainment)
- 2016 : Love Don't Live Here (album, LHHC Records, BDHW Records)
- 2017 : Welcome to the West Coast II (album, BDHW Records)
- 2019 : Valley of Death (album, Arising Empire)
- 2020 : Live at Summerbreeze (album, Arising Empire)
- 2022 : Welcome to the West Coast III (album, Arising Empire)